# Ludvik Mac Neven De Cranagh O'Kelly ab Aghrim
Ludvik Mac Neven De Cranagh O'Kelly ab Aghrim, baron, okrožni glavar, * 16. junij 1795, Praga, † 14. januar 1873, Ljubljana.
Ludvik Mac Neven De Cranagh O'Kelly ab Aghrim izvira iz prastare irske plemiške družine, katere začetki segajo v 12. stoletje.
Družina se je v začetku 18. stoletja preselila v Prago in na Dunaj, ker so jih kot katolike in podpornike odstavljenega angleškega kralja Jakoba II, zadnjega rimskokatoliškega monarha Anglije, preganjali.
Ludvikov ded Wilhelm Mac Neven O’Kelly ab Aghrim, ki je bil rojen še na Irskem, je leta 1743 začel s študijem medicine na Karlovi univerzi v Pragi, na kateri je kasneje postal profesor in direktor medicinske fakultete. Bil je tudi dvorni zdravnik cesarice Marije Terezije. 
Ker je bila katolikom na Irskem višja izobrazba zaradi takratne irske kazenske zakonodaje nedostopna, je Wilhelm leta 1777 na šolanje k sebi v Prago vzel tudi svojega nečaka Williama Jamesa MacNevena, ki je kasneje v Ameriki postal univerzitetni profesor in utemeljitelj kemijskega izobraževanja v Ameriki.
V Pragi še danes stoji Mac Nevenova palača, ki jo je Wilhelm okoli leta 1770 dal prezidati v baročnem stilu in v kateri
je gostil praško visoko družbo.
William Hugo Johann Baptist Mac Neven O’Kelly ab Aghrim, sin Wilhelma Mac Neven O’Kelly ab Aghrima, je bil pravnik in je napisal knjigo o češkem ustavnem pravu. Njegovega sina Ludvika pa je življenjska pot leta 1820 zanesla na Kranjsko, kjer je postal okrožni glavar v Postojni 
in predsednik upravnega odbora Postojnske jame v času uvajanja električne razsvetljave v jami. 
Ludvik baron Mac Neven De Cranagh O'Kelly ab Aghrim je kot okrožni glavar v revolucionarnem letu 1848 moral miriti kmečke upore.
Ludvik baron Mac Neven se je na gradu Kodeljevo 4. novembra 1835 poročil z Viktorijo Elizabeto Codelli. Imela sta tri
hčerke in sina. Moška linija družine je izumrla z Ludvikovim vnukom leta 1939 v Braziliji.